# 帕耶
帕耶（法語：Paillet，法語發音：[pajɛ]）是法国吉伦特省的一个市镇，属于朗贡区。

## 地理
帕耶（44°41'8"N, 0°21'54"W）面积2.48 平方千米，位于法国新阿基坦大区吉倫特省，该省份为法国西南部沿海省份，是法國本土面积最大的省，北起滨海夏朗德省，西临大西洋，南至朗德省，东南接洛特-加龍省，东临多爾多涅省。
与帕耶接壤的市镇（或旧市镇、城区）包括：朗瓜朗、维尔拉德、阿尔巴纳茨、卡皮扬、加龙河畔莱斯蒂亚克、里翁、维勒纳夫德里翁。

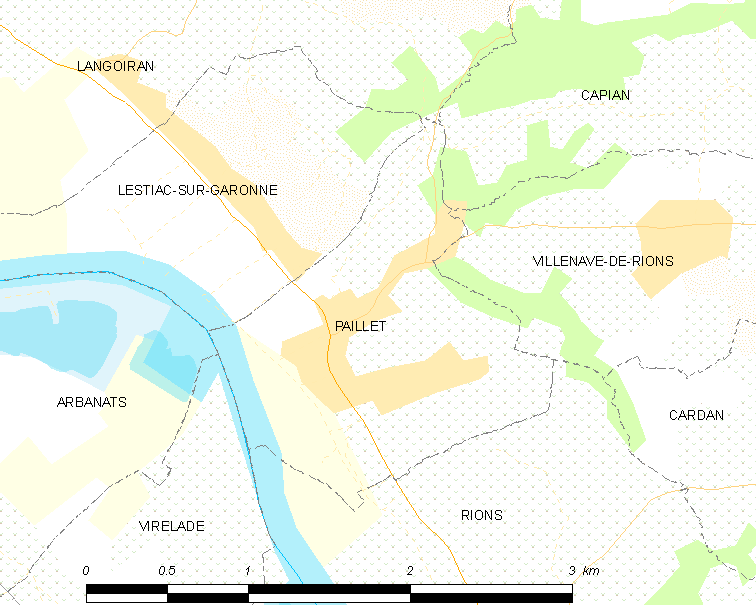
帕耶的OSM定位图

帕耶的时区为UTC+01:00、UTC+02:00（夏令时）。

## 行政
帕耶的邮政编码为33550，INSEE市镇编码为33311。

## 政治
帕耶所属的省级选区为海间县。

## 人口

1962-2008年间帕耶人口变化图示

帕耶于2022年1月1日时的人口数量为1192人。